# Kanton Gistel
Kanton Gistel is een kieskanton in de provincie West-Vlaanderen en het arrondissement Oostende. Het is de bestuurslaag boven die van de gemeenten Gistel, Oudenburg en Ichtegem. Tot 1970 was er ook een gerechtelijk kanton Gistel.

## Kieskanton Gistel
Het kieskanton Gistel ligt in het provinciedistrict Oostende, het kiesarrondissement Oostende-Veurne-Diksmuide en ten slotte de kieskring West-Vlaanderen. Het beslaat de gemeenten Gistel, Oudenburg en Ichtegem en telt 14 stembureaus.
| Gistel           | Gistel           | Supranationaal         | Nationaal                         | Nationaal                 | Gemeenschap               | Gewest                    | Provincie                 | Arrondissement            | Provinciedistrict | Kanton          | Gemeente                  | District         |
| ---------------- | ---------------- | ---------------------- | --------------------------------- | ------------------------- | ------------------------- | ------------------------- | ------------------------- | ------------------------- | ----------------- | --------------- | ------------------------- | ---------------- |
| Administratief   | Niveau           | Europese Unie          | België                            | België                    | Vlaanderen                | Vlaanderen                | West-Vlaanderen           | Oostende                  | Oostende          | Oostende        | Gistel Oudenburg Ichtegem | -                |
| Administratief   | Bestuur          | Europese Commissie     | Belgische regering                | Belgische regering        | Vlaamse regering          | Vlaamse regering          | Deputatie                 | Deputatie                 | Deputatie         | Deputatie       | Gemeentebestuur           | Districtscollege |
| Administratief   | Raad             | Europees Parlement     | Kamer van volksvertegenwoordigers | Vlaams Parlement          | Vlaams Parlement          | Vlaams Parlement          | Provincieraad             | Provincieraad             | Provincieraad     | Provincieraad   | Gemeenteraad              | Districtsraad    |
| Kiesomschrijving | Kiesomschrijving | Nederlands Kiescollege | Kieskring West-Vlaanderen         | Kieskring West-Vlaanderen | Kieskring West-Vlaanderen | Kieskring West-Vlaanderen | Oostende-Veurne-Diksmuide | Oostende-Veurne-Diksmuide | Oostende          | Gistel          | Gistel Oudenburg Ichtegem | -                |
| Verkiezing       | Verkiezing       | Europese               | Federale                          | Federale                  | Vlaamse                   | Vlaamse                   | Provincieraads-           | Provincieraads-           | Provincieraads-   | Provincieraads- | Gemeenteraads-            | Districtsraads-  |